# スーパーパチスロ777
『スーパーパチスロ777』（スーパーパチスロスリーセブン）は、竹書房が発行していた日本の漫画雑誌。1992年創刊。毎月19日発売。発行部数は10万部。
パチスロ漫画誌。最新・人気台の情報・実戦攻略、ストーリー、オカルト攻略などバラエティに富んだ紙面でパチスロファンの支持を受けていた。2017年2月号をもって休刊。

## 連載作品
- Y-STYLE〜趣味はパチスロ〜（原作：YUKKY、作画：間部正志）
- ジャグってますか!?（カワサキカオリ）
- スロの女神さま!?（風屋カズヤ）
- チート!!（キヤマミチアキ）
- プロスロ～パチスロで勝つ為の王道～ （原作：ガリぞう、作画：畠山耕太郎）
- ごくスロ～萌えの極め道～（友梨かもめ）
- てっぺん!〜掴め最高設定6〜（ちゅうじょうゆきよし）
- まひまひ（中村まっひぃ）
- まめスロ（乃見天野）
- 終わりなき稼動道〜ENDLESS〜（原作：しのけん、作画：あぎじゅんこ）
- 奇跡体験ギャンブリンバボー（アサノ光）
- 月イチ新台JACK（おかだしょうこ）
- 炎の店長（夏目諭吉）
- 本当にあっただめスロ（耳）話（松本耳子）
- 夢追いスロ（宮塚タケシ）

## 過去の連載作品
- DE! カルト5（峠比呂）
- MAX～ドブネズミ復活～（原作：高木MAX、作画：ユウダイ）
- SLOT EVOLUTION シヴァ（協力：ラットランド、作画：安達拓実）
- イチ押し!（原案：ICHIRU、作画：塚本ケースケ）
- ゴンスロ（石山東吉）
- スロットエクスタシー-シブキ-（安達拓実）
- スロネットたかねちゃん（十神真）
- タイム涼介のパチスロ何枚?生活（タイム涼介）
- チョビ'SWORK（原案：チョビ、原作：甲賀心之助、作画：ユウダイ）
- ポジスロ（原案：中澤浩史 、作画：タカナシユナ）
- あかり Don't mind（原作：峠比呂 、作画：あまのよ～き）
- おかると!? 必勝法NEO（太田虎一郎）
- お姉さんと一緒（十神真）
- めちゃ×２ツイてる！（菅野航）
- 鬼畜流ディープスロット（原作：村崎百郎 、作画：森園みるく）
- 幸運のファラオ（タイム涼介）
- 千枚超えると胃が痛い（塚本ケースケ）
- 総取り学園パチスロ部（タイム涼介）
- 正しいパチスロのすすめ（十神真）
- 秒殺!千円ちゃん（立沢直也）
- 新台げっちゅう!(原作：じゃぶらー吉田、作画：ジャンク風土)

## 関連誌
- 『パチスロ777プロフェッショナル』 - パチスロ漫画誌。毎月7日発売。